# Зломанов, Владимир Павлович
Владимир Павлович Зломанов (род. 16 апреля 1934) — химик-неорганик, доктор химических наук, профессор, почетный доктор Лейпцигского университета. Специалист в области направленного синтеза неорганических соединений .

## Биография
Владимир Павлович учился в школе № 218 Тимирязевского района г. Москвы.
Поступил в Московский университет в 1952 году.
1956 года — младший научный сотрудник МГУ
1961 года — старший научный сотрудник МГУ
1962 год защита кандидатской диссертации на тему: «Получение и исследование некоторых физико-химических свойств селенида свинца»
1975 года — доцент
1982 года — доктор химических наук
c 1982 года Член Научных двух советов РАН по химии высокочистых веществ и физико-химическим основам полупроводникового материаловедения
Тема докторской диссертации: «Направленный синтез соединений группы A(II)B(VI)и твёрдых растворов на их основе»
с 29 декабря 1988 года — профессор по кафедре неорганической химии
1982 года — член Совета по физико-химическим основам полупроводникового материаловедения РАH
1988 года — член специализированного совета Д 501 001.51 по химическим наукам при Московском государственного университета
Почётный доктор Лейпцигского университета с 1990 года
Заслуженный профессор МГУ им. М. В. Ломоносова с 1999 года

## Научная деятельность
Основным направлением научной деятельности — изучение Р-Т-х фазовыx диаграмм, кинетика роста кристаллов, поиск новых и модифицирование свойств известных  полупроводниковых соединений.
Основные приоритетные результаты — построены Р-Т-х фазовые диаграммы различных систем, образующих полупроводниковые соединения, проведен теоретический анализ и предложена классификация основных типов Р-Т-х диаграмм двухкомпонентных систем, образующих нестехиометрические соединения.

## Основные научные труды и учебно-методические публикации
Владимир Павлович Зломанов автор таких трудов, как:
- Неорганическая химия: В 3-х т. / Под ред. Ю. Д. Третьякова. Т. 3 (в двух книгах): Химия переходных элементов: Учебник для студ. высш. учеб. заведений / Дроздов А. А., Зломанов В. П., Мазо Г. Н., Спиридонов Ф. М. — М.: Издательский центр «Академия», 2007. — книга первая, 384 с., книга вторая 400 с.
- Монография «Р-Т-х диаграммы состояния систем металл-халькоген»: Москва: Наука, 1987. 208 с.
- Р-Т-х диаграммы двухкомпонентных систем. Москва: Издательство МГУ, 1980. 132 с.
- Физико-химический анализ в материаловедении // Неорганические материалы, 2010, том 55, № 11, 1845—1859
- Афиногенов Ю. П., Гончаров Е. Г., Семёнова Г. В., Зломанов В. П. Физико-химический анализ многокомпонентных систем. 2-е изд. Москва: МФТИ, 2006. 329 с. — 500 экз. — ISBN 5-89981-438-1.
- Thermodynamics and Imperfections in Lead Chalcogenides in : Current Topics in Materils Science

Владимир Павлович написал свыше 340 статей, 13 книг, 18 учебных курсов
автор более 13 патентов, среди которых:
- Способ термообработки образцов монокристаллов Pb1-xSnxTe" #1771221
- Способ получения монокристаллов теллуридов свинца и олова" #1536872
- Способ подготовки пробы для определения состава конденсированных фаз" #1396028

## Награды и премии
- 1981 год — государственная премия СССР в области науки и техники
- 1994—1997 годах — государственная научная стипендия
- 1985, 1992 годы — медаль РАН имени академика Н. С. Курнакова
- 2002 год — государственная научная стипендия РАН
- 2006 год — заслуженный работник высшей школы Российской федерации
- 2007 год — памятная золотая медаль, посвящённая лауреату Нобелевской премии П. Л. Капице — за открытие в области физики.
- 2008 год — диплом № 340 на открытие в области физики «Закономерная связь между одновременной стабилизацией уровня Ферми и преобразованием упругих свойств в узкозонных полупроводниках IV—VI с их трансформацией в диэлектрическое состояние»
- 2011 год — авторская премия издательства МАИК «Наука»